# Château Hoher Schwarm
Les ruines du château Hoher Schwarm se dressent au-dessus de la ville de Saalfeld en Thuringe, au bord de la Saale.

## Histoire
La tour fortifiée a été construite autour de 1300 par le comte de Schwarzbourg, dont la famille tenait le fief de Saalfeld depuis 1208. Les comtes vendent leur fief à la Maison de Wettin en 1389 qui gardera ses différents États de Saxe jusqu'en 1918.
Le château surveille les environs, mais perd de son importance au XVe siècle, puisque la région appartient à la même famille. Il est abandonné et tombe en ruines au XVIe siècle. Il sert de carrière de pierres à partir de 1551.
La tour fortifiée, qui domine Saalfeld à l'est, a été restaurée entre 1995 et 1997.